# Robert Hausmann
Robert Hausmann (født 13. august 1852 i Harzen, død 18. januar 1909 i Wien) var en tysk cellist.
Hausmann var elev af Theodor Müller i Braunschweig, Joseph Joachim i Berlin og Carlo Alfredo Piatti i London. Han var 1872—76 medlem af den Hochbergske kvartet i Dresden, senere lærer ved den kongelige højskole i Berlin og blev 1879 medlem af Joachims kvartet. Hausmann optrådte september 1888 i København og Stockholm.